# Killer Joe (Jazz-Titel)
Killer Joe ist eine Komposition des Tenorsaxophonisten und Arrangeurs Benny Golson, in der typischen 32-taktigen AABA-Form von Jazzstandards.
Zum ersten Mal wurde sie vom Art Farmer/Benny Golson Jazztet 1960 für das
erste Album Meet the Jazztet aufgenommen und machte die neue Formation schnell bekannt. Golson meinte mit Killer Joe bzw. Killers bestimmte Frauenhelden, die mit „Ladies“ in den Nachtclubs seiner Heimatstadt Philadelphia rumhingen. Golson sprach bei der Einspielung eine kurze Einleitung, was er aber im Nachhinein bereute.
Quincy Jones popularisierte den Titel mit seiner Version von 1969 auf dem Album Walking In Space, auf dem auch die Golson-Titel I Remember Clifford und Blues March zu finden sind.
Killer Joe wurde auch von Art Blakey, Barbara Dennerlein, Bud Shank, Buddy Childers, Joki Freund, Jeff Hamilton, Lionel Hampton, Joe Beck, Milt Jackson, Charli Persip, The Manhattan Transfer und Rufus Reid gecovert. Prince veröffentlichte zwar keine Coverversion, bezeichnete das Stück aber als einen von 55 Songs, die ihn musikalisch inspiriert haben.

## Diskographie
- Art Farmer / Benny Golson Jazztet: The Complete Argo/Mercury Art Farmer/Benny Golson Jazztet Sessions (Mosaic, 1960–1963)